# Сеник Володимира Володимирівна
Володимира Володимирівна Сеник (до шлюбу Кобрин; 15 травня 1928, Перемишляни, тепер Львівської області — 7 жовтня 2010, Львів) — українська повстанка, діячка націоналістичного підпілля, активістка Юнацтва ОУН.

## Життєпис
Членкиня Юнацтва ОУН, допомагала УПА, працювала санітаркою та поширювала листівки. Старший брат Михайло був членом дивізії Ваффен СС «Галичина», після війни виїхав у Францію. У 1947 році закінчила середню школу в Перемишлянах і вступила на біологічний факультет Львівського університету імені Івана Франка, але вже незабаром, 21 жовтня 1947 року, заарештована й засуджена до 10 років ВТТ. Відбувала покарання в Караганді. Після звільнення закінчила Львівське медичне училище та Львівський університет, працювала лаборанткою з аналізу крові в поліклініках Львова.
Працювала над започаткуванням діяльности Клубу репресованих, брала участь у його розвитку. Проявляла ініціативу в діяльності Ліги українських жінок.
Чоловік — письменник та літературознавець Любомир Сеник.
Похована на полі почесних поховань (поле № 67) Личаківського цвинтаря.